# シルフ (雑誌)
『シルフ』（SYLPH）は、KADOKAWA アスキー・メディアワークスの少女漫画雑誌。毎月22日発売。

## 概要
2006年12月9日、メディアワークス（当時）より『comic SYLPH』（コミックシルフ）の表題で季刊誌として発刊（『月刊電撃コミックガオ!』増刊）。
2008年5月22日発売号より隔月刊化すると共に、誌名を『シルフ』へ変更している。
2010年5月22日発売号より月刊化された。同社としては初の少女漫画誌となる。
創刊当初は「目指せ! “かわカッコイイ”系! 新感覚ガールズ・コミック誌」をキャッチコピーに挙げ、目玉に電撃文庫の人気作品を漫画化した「リリアとトレイズ」を据え同文庫の読者を主なターゲットとしていたが、隔月刊化に前後して「キュン萌え☆トキメキ乙女コミック」にキャッチコピーを変更。現在はいわゆる腐女子や声優ファンをターゲットにしている。
通常の連載陣のほかに乙女ゲーム、小説、ラジオ番組などのコミカライズを扱っている他、「BROTHERS CONFLICT」等のようにイラストとテキストを併せ持ったビジュアルストーリーも連載されていた。
KADOKAWA アスキー・メディアワークスから発売されるアンソロジーの試し読みも掲載されることもある。
人気のあった作品の付録がつくと品薄になる。その際、増刷はされることはない。
2017年7月22日発売の9月号をもって休刊。一部作品は７月20日にpixivコミック内に開設された「pixivシルフ」へ移籍した。

## pixivシルフに移籍した作品
- 片恋未亡人（鮎村幸樹）
- カミツキ（前田とも）
- 君が死なない日のごはん（おみおみ）
- こじ恋（田倉トヲル、原作：射和輪）
- この恋に未来はない（粉子すわる、原作：森橋ビンゴ）
- さくちゃんとのぞみくん（KUJIRA）
- 死神に嫁ぐ日（椿カヲリ）
- 次はさせてね（榎木りか）
- ドラマティック・アイロニー（なま子）
- ふつつかな父娘ではありますが（長神）

## 過去の主な掲載作品

### 連載作品

#### あ行
- アノニマス（今村陽子）
- 悪魔Ｓプリンセス（天河藍）
- あやなしの君（イラスト：漣一弥、シナリオ：水野隆志、企画・原案：叶瀬あつこ）
- アルカナ・ファミリア Amore Mangiare Cantare!（RURU　原作：HuneX　キャラクターデザイン：さらちよみ）
- アンティークFUGA（村崎翠、原作：あんびるやすこ、キャラクターデザイン：十々夜）
- うたの☆プリンスさまっ♪（雪広うたこ、原作：紅ノ月歌音・ブロッコリー、キャラクターデザイン原案：倉花千夏）
- うたの☆プリンスさまっ♪Debut（雪広うたこ、原作：紅ノ月歌音・ブロッコリー、キャラクターデザイン原案：倉花千夏）
- うたの☆プリンスさまっ♪マジLOVE2000％（雪広うたこ、原作：紅ノ月歌音・ブロッコリー、キャラクターデザイン原案：倉花千夏、監修：うた☆プリ２製作委員会、キャラクターデザイン・総作画監督：森光恵）
- エンゲージナイト（小杉繭　原作：伊坂千佳）
- オーダーは探偵に（三尾じゅん太、原作：近江泉美、キャラクターデザイン：おかざきおか）
- オトメマニア!!（月ヶ瀬ゆりの）
- お待ちしてます 下町和菓子 栗丸堂（しのだまさき、原作：似鳥航一、キャラクターデザイン：わみず）
- おまもりのかみさま（小杉繭）

#### か行
- カクテル王子（あずさきな、原作：ギークス株式会社）
- 革命機ヴァルヴレイヴ 裏切りの烙印（漣一弥、原作：サンライズ）
- 神々の悪戯（墨田モト、原作：ブロッコリー、キャラクターデザイン・原画：カズキヨネ）
- 神様は生きるのがつらい（豊田悠）
- 饗愛カタストロフィ（黛ハル太）
- キラキラ・ソーダ・チョコレート（侯鳥アカネ）
- KIRIMIちゃん. ぎじんかアクアリウム〜切り身たちのレジェンド〜（作：きりみちゃん、マンガのおてつだい：木村なっくる、原作・監修：株式会社サンリオ）
- KIRIMIちゃん. 切り身男子とドキドキデート★（作画：岩城そよご、原作・監修：株式会社サンリオ）
- クラノア（久遠あき、原作：加藤千穂美、キャラクターデザイン：キリシマソウ）
- コード：ジャスティス（カトーナオ、原作：陣内）
- コラボ短し集えよ乙女（加々見絵里、監修・協力：アニメイトカフェ）

#### さ行
- サロン・ディアーナ（西生まこ）
- 地獄のエンラ（島田ちえ）
- 死神DOGGY（山本佳奈）
- 少年王女（雪広うたこ、企画原案：武蔵野ぜん子）※COMIC itに移籍
- シュガーガール,シュガードール（榎木りか）
- 白アリッッ（ぺぷ）
- スタミュ（氷堂れん、原作：ひなた凛）
- スタミュ Stardust's Dream（氷堂れん、原作：ひなた凛）
- STORM LOVER（村崎翠、原作：ディースリー・パブリッシャー）
- STORM LOVER 夏恋!!（村崎翠、原作：ディースリー・パブリッシャー）
- S・L・H ストレイ・ラブ・ハーツ!（硝音あや）
- 3LDKの王様（榎木りか）
- 聖魂サクリファイス（天河藍）
- セイフクケッコン（コズミ）
- 赤飯ちゃんとすもも君（椿カヲリ）
- 空から!マイ☆NANNY（氷堂涼二）
- それは色めく不協和音（加々見絵里）

#### た行
- ダダダダン。（黛ハル太）
- tab＊ret（村崎翠）
- 男子高校生とロックのきわどいつきあい方。（ひらく椥）
- つくろい屋シリーズ（前田とも）
- デュラララ!! 3way standoff -alley-（藤屋いずこ、原作：成田良悟、キャラクターデザイン：ヤスダスズヒト）
- デュラララ!! Relay（藤屋いずこ、原作：成田良悟、キャラクターデザイン：ヤスダスズヒト）
- 同居チュウ!（ことり野デス子）
- DearGirl〜Stories〜緋月（氷堂れん、原作：諏訪勝、原案：神谷浩史・小野大輔のDear Girl〜Stories〜）
- DearGirl〜Stories〜響（いわさき砂也、原作：諏訪勝、原案：神谷浩史・小野大輔のDear Girl〜Stories〜）
- どーぶつの中の人（ことり野デス子）
- 十鬼の絆 〜関ヶ原奇譚〜（たかなぎ優名、原案・原作：藤澤経清、監修：オトメイト）
- 囚われのパルマ 〜孤島の王子〜（雷蔵、原作：カプコン）
- 鳥籠荘の今日も眠たい住人たち（宝井理人、原作：壁井ユカコ、キャラクターデザイン：テクノサマタ）
- トリコン!!! triple complex（ねこ田米蔵、原案：「トリコン!!!」製作委員会）

#### な行
- ノーブルチルドレンの残酷（幹本ヤエ、原作：綾崎隼、キャラクターデザイン：ワカマツカオリ）
- NORN9 ノルン+ノネット（暁かおり、原作・原案：オトメイト／潮文音）

#### は行
- ハカセがっ(左近堂絵里) ※COMIC itに移籍
- 薄桜鬼（ひらく椥、原作：オトメイト・「薄桜鬼」制作委員会）
- 薄桜鬼 雪華録（篠原花那、原作：オトメイト・「薄桜鬼」制作委員会）
- 薄桜鬼 黎明録（暁かおり、原作：オトメイト・「薄桜鬼」制作委員会）
- 花檻草子（長神）
- 花園とエゴイスト（雪村ゆに）
- 緋色王子（村崎翠）
- ビージェネ! Beat Punk Generation（林家志弦）
- 美人はじめました（ことり野デス子）
- ひそひそ -silent voice-（藤谷陽子）※COMIC itに移籍
- VitaminZ（三島一彦、原作：ディースリー・パブリッシャー）
- 雛菊家の人々（橘ハナコ）
- ひめごとははなぞの（わたなべあじあ）
- フォルティッシモ（イラスト：ウダジョ、シナリオ：ハラダサヤカ・藤谷燈子、企画・原案：叶瀬あつこ）
- フォルティッシモ -Dance in the castle-（イラスト：ウダジョ、シナリオ：藤谷燈子、企画・原案：叶瀬あつこ）
- 腐女子っス!（御徒町鳩）
- プティフール（桃色ペコ、原作：デザインファクトリー、監修：アイディアファクトリー・デザインファクトリー）
- BROTHERS CONFLICT（イラスト：ウダジョ、シナリオ：水野隆志（エム・ツー）、企画・原案：叶瀬あつこ）
- BROTHERS CONFLICT 一緒に桃色湯けむりロマンスを（坂本小夜、原作：ウダジョ・水野隆志（クロスワークス）・叶瀬あつこ）
- BROTHERS CONFLICT 13Bros.COLLECTION（中川わか、原作：ウダジョ・水野隆志（エム・ツー）・叶瀬あつこ）
- BROTHERS CONFLICT GIMME THE LOVE!!（坂本小夜、原作：ウダジョ・水野隆志（クロスワークス）・叶瀬あつこ）
- BROTHERS CONFLICT feat.Azusa（中川わか、原作：ウダジョ・水野隆志（エム・ツー）・叶瀬あつこ）
- BROTHERS CONFLICT feat.Tsubaki（中川わか、原作：ウダジョ・水野隆志（エム・ツー）・叶瀬あつこ）
- BROTHERS CONFLICT feat.Natsume（野切耀子、原作：ウダジョ・水野隆志（エム・ツー）・叶瀬あつこ）
- BROTHERS CONFLICT feat.Futo（中川わか、原作：ウダジョ・水野隆志（エム・ツー）・叶瀬あつこ）
- BROTHERS CONFLICT feat.Yusuke（中川わか、原作：ウダジョ・水野隆志（エム・ツー）・叶瀬あつこ）
- ぶらざーず こんふりくと ぷるぷる（ことり野デス子、キャラクターデザイン：ウダジョ、企画・原案：叶瀬あつこ）
- ぶらざーず こんふりくと ぷるぷる ぷるる（ことり野デス子、キャラクターデザイン：ウダジョ、企画・原案：叶瀬あつこ）
- 平安恋絵巻　あやなしの君（漣ミサ、原案：水野隆志）
- Hazy・Holy・Hermit（松本花、企画協力：franche lippee）
- Home，Honey Home（イラスト：雲屋ゆきお、シナリオ：潮文音）
- 星くず学園Ｃコース（なま子）
- 星屑町のパンのミミ（松本花）
- ぼくらのヒミツ。（玉島ノン）

#### ま行
- まかないこむすめ（小谷あたる）
- マジきゅんっ!ルネッサンス（三尾じゅん太、原作：矢立肇）
- マジナ!（山田J太）
- 未完成ラヴァーズ（村崎翠）
- みみミミ!（赤羽チカ）
- 雅恋 〜MIYAKO〜（氷堂れん、原作：サンクチュアリ、キャラクターデザイン原案：美辺貴緒）
- めぇ田のんの負けるが勝ち（めぇ田のん）

#### や行
- 大和彼氏（作画：純愛鏡、原案・監修：アニメロ Dear Girl）
- ユイ、316歳（星野リリィ）

#### ら行
- ランブル（イラスト：すめらぎ琥珀、シナリオ：高岡果輪（クロスワークス））
- リリアとトレイズ（晴瀬ひろき、原作：時雨沢恵一、キャラクターデザイン：黒星紅白）
- レア充なカノジョ（あさひな栞）
- レベル4（岬下部せすな）

#### わ行
- 若旦那図鑑（村崎翠）

## 備考
comic SYLPH Vol.6に「神谷浩史・小野大輔のDearGirl〜Stories〜」ファンブック、「トリコン!!! triple complex」お試しCD、「咎狗の血」下敷き、と3種の付録がついた事で、普段本誌を買わない付録目的の声優ファン等が大量に購入したため、継続して本誌を購入していた読者が入手困難な状況となった。その後増刷されなかった為、現在もVol.6は入手困難なままである。

## シルフコミックス
2009年に刊行開始している。デザインは背表紙の上部に頭文字のSとアスキーのロゴをクロスさせたもので、カラーはピンク。
下部には、カタカナでシルフコミックスと表記しており、長年渡って、刊行が長い他社のコミックスとも区別が付きやすくなっている。